# Ciskei
Ciskei is een voormalige Bantoestan in het zuidoosten van Zuid-Afrika met als hoofdstad Bisho.
Ciskei werd een afzonderlijk bestuurlijk gebied in 1961. Het kreeg "zelfbestuur" in 1972, en had een Xhosa-sprekende bevolking. Op 4 december 1981 werd het "onafhankelijk", waarbij de inwoners de Zuid-Afrikaanse nationaliteit verloren. Het inwoneraantal bedroeg bijna 730.000 in 1983.
De eerste president was Lennox Sebe. Hoewel hij door het ANC als collaborateur gezien werd genoot hij toch een zeker aanzien bij de plaatselijke bevolking, voornamelijk omdat zijn regime niet erg corrupt was en serieus probeerde wat voor de bevolking te doen. Toen hij op reis was om de regering van Taiwan te bewegen geld te steken in Ciskei nam generaal Oupa Gqozo de macht over. Hoewel het ANC blij was Sebe kwijt te zijn, omdat hij de apartheid dreigde tot een succes te maken, stelde Gqozo hen later voor een groot probleem. Hij weigerde namelijk de Ciskei weer deel van Zuid-Afrika te maken. In september 1992 vuurde de Ciskeise politie op een grote groep betogers van het ANC. Hierbij vielen 28 doden en honderden gewonden. Na een coup door de lokale politie in 1994 nam Zuid-Afrika het bewind over. Op 27 april van dat jaar ging Ciskei, samen met de negen andere thuislanden, weer op in Zuid-Afrika.

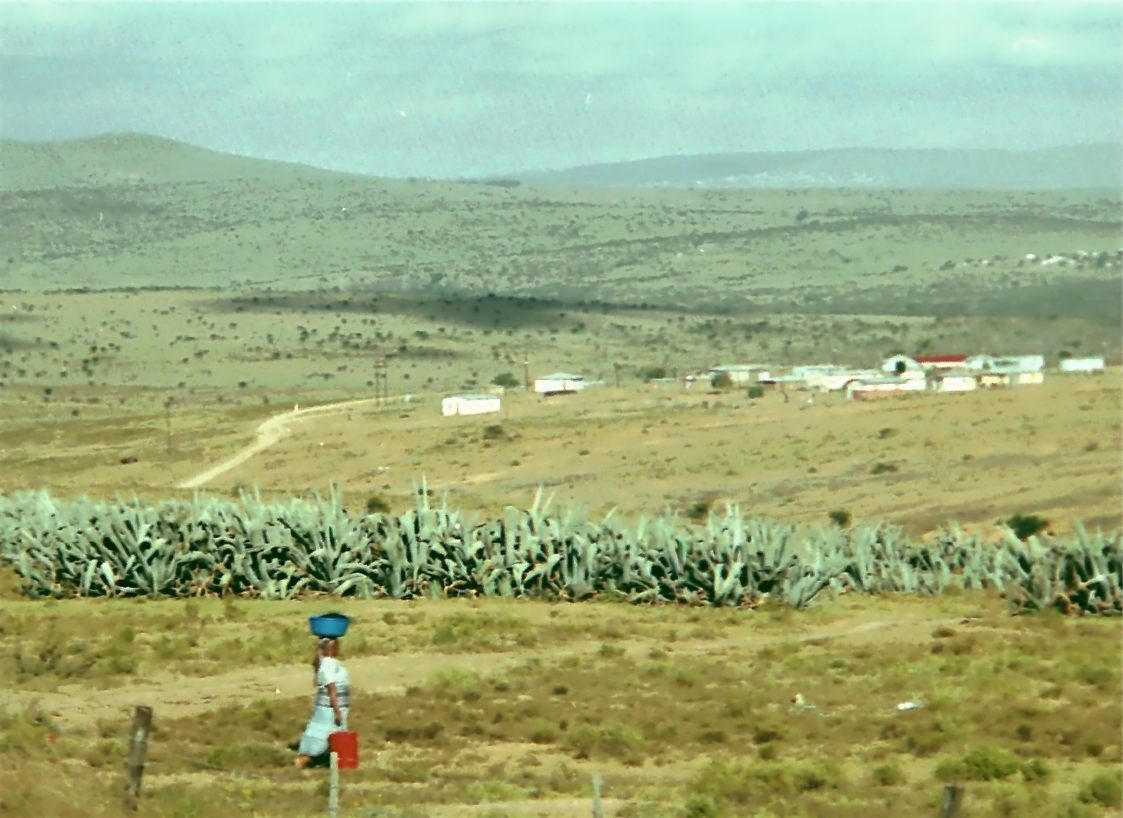
De Ciskei in 1997

Plaatsen in de Ciskei:
- Bhisho
- Alice
- Dimbaza
- Peddie
- Hamburg
- Fort Hare
  - Universiteit van Fort Hare
- Whittlesea